# Herman Ponsteen
Herman Ponsteen (ur. 27 marca 1953 w Hellendoorn) – holenderski kolarz torowy i szosowy, wicemistrz olimpijski oraz pięciokrotny medalista torowych mistrzostw świata.

## Kariera
Pierwszy sukces w karierze Herman Ponsteen osiągnął w 1972 roku, kiedy został wicemistrzem kraju w indywidualnym wyścigu na dochodzenie. W tym samym roku wystartował na igrzyskach olimpijskich w Monachium, gdzie wraz z kolegami z reprezentacji był piąty w drużynowym wyścigu na dochodzenie. Na rozgrywanych w 1973 roku torowych mistrzostwach świata w San Sebastián Ponsteen wywalczył trzy medale: brązowe w wyścigu na 1 km i drużynowym wyścigu na dochodzenie (wspólnie z Gerriem Fensem, Peterem Nieuwenhuisem i Royem Schuitenem) oraz srebrny indywidualnie (przegrywając tylko z Knutem Knudsenem z Norwegii). W 1976 roku brał udział w igrzyskach olimpijskich w Montrealu, gdzie zdobył indywidualnie srebrny medal, ulegając jedynie Gregorowi Braunowi z RFN. Trzy lata później, podczas mistrzostw świata w Amsterdamie, zdobył brązowy medal w swej koronnej konkurencji pośród amatorów, wyprzedzili go jego rodak, Bert Oosterbosch i Włoch, Francesco Moser. Ostatni medal wywalczył na mistrzostwach świata w Besançon w 1980 roku, gdzie w indywidualnym wyścigu na dochodzenie zawodowców był drugi za Anthonym Doyle’em z Wielkiej Brytanii. Startował także w wyścigach szosowych, jednak bez większych sukcesów.